# Palazzo Tobler
Palazzo Tobler si trova in via Oberdan 41, angolo via delle Sette Volte a Pisa.
Il palazzo è caratterizzato da una facciata del XV secolo che presenta una parte sporgente sorretta da un portico con archi ribassati al piano terra. La parte frontale è ricoperta da conci di marmo ben squadrati e vi si aprono due quadrifore (una per piano) in stile gotico, con archetti a sesto acuto trilobati, sottolineati da cornici marcapiano all'altezza del parapetto. Sul retro dell'edificio si vedono ancora i resti di pilastri medievali con mensole sporgenti, realizzati in pietra verrucana.